# Gypona bractea
Gypona bractea är en insektsart som beskrevs av Delong 1980. Gypona bractea ingår i släktet Gypona och familjen dvärgstritar. Inga underarter finns listade i Catalogue of Life.